# Ostředek
Ostředek är en ort i Tjeckien.   Den ligger i regionen Mellersta Böhmen, i den centrala delen av landet, 40 km sydost om huvudstaden Prag. Ostředek ligger 446 meter över havet och antalet invånare är 313.
Terrängen runt Ostředek är platt söderut, men norrut är den kuperad. Runt Ostředek är det ganska tätbefolkat, med 214 invånare per kvadratkilometer. Närmaste större samhälle är Benešov, 12,0 km sydväst om Ostředek. Omgivningarna runt Ostředek är en mosaik av jordbruksmark och naturlig växtlighet.